# Wheelmap.org
Wheelmap.org ist eine Online-Karte zum Finden und Markieren rollstuhlgerechter Orte. Mit einem einfachen Ampelsystem werden öffentlich zugängliche Orte markiert, die barrierefrei sind und es kann angegeben werden, ob eine rollstuhlgerechte Toilette verfügbar ist. Mit diesen Informationen soll es für mobilitätseingeschränkte Menschen leichter werden, ihren Tag besser zu planen und damit unabhängiger sowie leichter am Alltag teilhaben zu können.
Wheelmap.org ist ein Projekt des Sozialhelden e. V., das Informationen über rollstuhlgerechte Orte sammelt und öffentlich zugänglich macht. Es wurde 2010 von Raul Krauthausen gestartet und ist mittlerweile die größte Plattform ihrer Art im World Wide Web. Das Kartenmaterial von Wheelmap.org stammt vom OpenStreetMap-Projekt.

## Daten

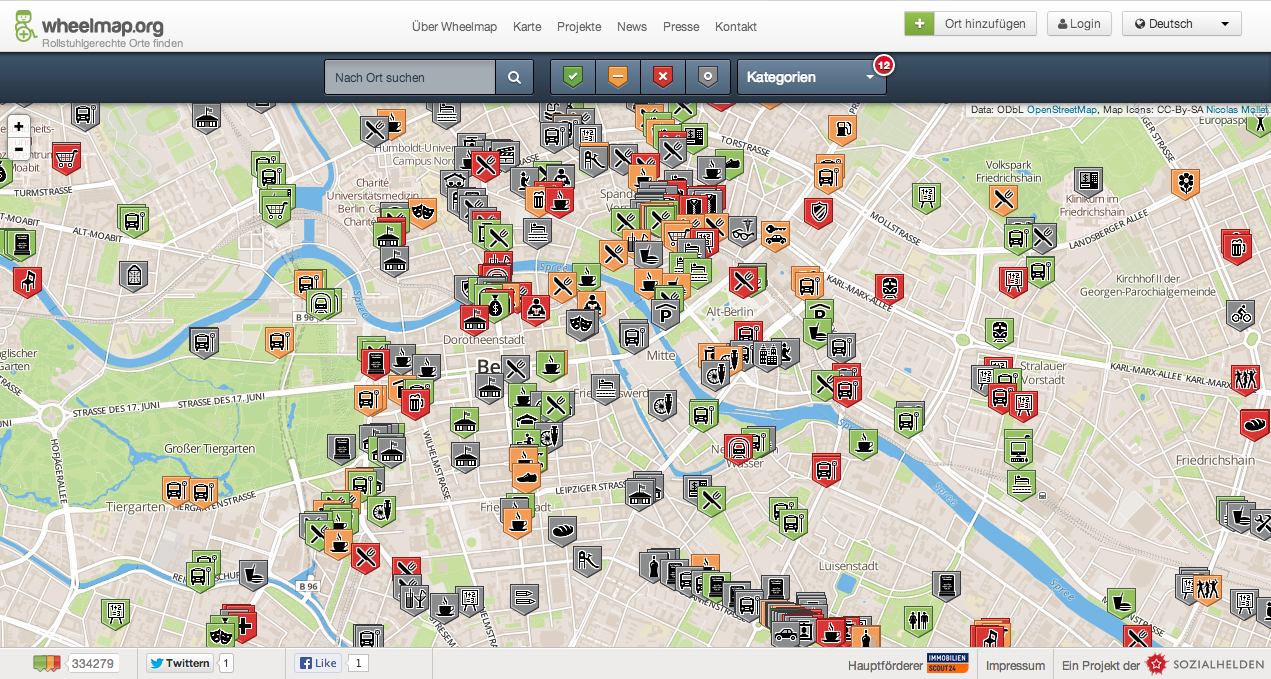
Screenshot der Website

Wheelmap.org ist ein Community-Projekt, zu dem jeder beitragen kann. Alle Daten auf der Karte werden durch Crowdsourcing erhoben, d. h. die Benutzer der Karte können Informationen zu einem Ort auf der Karte hinzufügen oder einen neuen Ort auf der Karte anlegen. Bereits eingetragene Orte können ohne Anmeldung markiert werden. Zur Anlage neuer Orte und zur Änderung von Ortsdetails (z. B. Adresse oder Telefonnummer) müssen sich Benutzer anmelden. Außerdem können angemeldete Benutzer Bilder zu einem Ort hinzufügen und einen Kommentar mit weiteren Einzelheiten zur Rollstuhlgerechtigkeit des Ortes verfassen (z. B. „Laden verfügt über eine Rampe“).
Seit dem Start des Projekts im Jahr 2010 verzeichnet die Wheelmap inzwischen über 750.000 markierte Orte weltweit, täglich kommen ca. 300 neue Markierungen hinzu. Etwa zwei Drittel der markierten Orte befinden sich in Deutschland. Übersetzt wurde die Wheelmap bisher in 22 Sprachen, weitere Übersetzungen sollen folgen.

## Ampelsystem
Auf Wheelmap.org kann jeder Besucher Orte eintragen oder bestehende markieren, ohne dass dafür eine Registrierung notwendig wäre. Ein Jahr nach dem Start sind in Deutschland, Österreich und der Schweiz bereits 75.000 Orte markiert.  Öffentlich zugängliche Orte wie Restaurants, Hotels, Kinos, Supermärkte, Banken oder Geschäfte werden auf Wheelmap.org nach einem Ampelsystem entsprechend ihrer Zugänglichkeit für Rollstuhlnutzer markiert:
 Grün: Eingang und alle Räume stufenlos erreichbar

 Gelb: Eingang maximal eine Stufe (7 cm hoch), die wichtigsten Räume stufenlos erreichbar

 Rot: Eingang hat höhere oder mehrere Stufen, Räume nicht erreichbar

Orte, deren Rollstuhlgerechtigkeit bisher unbekannt sind, haben eine graue Markierung und können von jedem als grün, gelb oder rot markiert werden.
Zudem kann über den Toilettenstatus angegeben werden, ob ein rollstuhlgerechtes WC vorhanden ist oder nicht:
 Rollstuhlgerechtes WC: Durchgangsbreite der Tür mindestens 90 cm, Bewegungsfläche mindestens 150 × 150 cm

 Nicht rollstuhlgerechtes WC: Kein rollstuhlgerechtes WC verfügbar

## Mobiler Zugriff
Neben der regulären Website existieren Apps für Apple iOS, Android und Windows Phone. Diese bieten die Möglichkeit, zum Beispiel nur voll rollstuhlgerechte Orte einer bestimmten Kategorie (Restaurant, Kreditinstitut, Behörden etc.) oder mit rollstuhlgerechter Toilette in der Umgebung anzuzeigen sowie Orte zu markieren, zu bearbeiten und Fotos von Orten hochzuladen.

## Co-Projekte und Kooperationen

### Barrierefreie Architektur
Da nach wie vor auch zahlreiche Neubauten nicht barrierefrei geplant und errichtet werden, erarbeiteten Raul Krauthausen und der Düsseldorfer Architekt André Burkhardt, der sich mit seinem Büro auf barrierefreies Bauen spezialisiert hat, eine Vortragsreihe für Architektur-Vorlesungen an Universitäten. Ziel des vom Bundesministerium für Arbeit und Soziales geförderten Projektes ist es, schon Architekturstudenten während ihrer Ausbildung für die Notwendigkeit der Barrierefreiheit zu sensibilisieren und sie über Grundlagen zu informieren. Ein Vortrag an der HafenCity Universität Hamburg wurde in einer Videoreihe festgehalten und zur Information für andere Studenten und Interessierte unter CC-Lizenz veröffentlicht, die Folien zum Vortrag stehen auf der Website des Projekts zum Ansehen bereit.

### Checkliste Barrierefreie Zugänglichkeit für Menschen mit Mobilitätseinschränkungen
In Zusammenarbeit mit dem Architekten André Burkhardt hat Wheelmap.org außerdem eine „Checkliste Barrierefreie Zugänglichkeit für Menschen mit Mobilitätseinschränkungen“ erarbeitet.
Die Liste gibt einen groben Überblick über die wichtigsten baulichen Anforderungen, die Menschen mit Mobilitätseinschränkungen einen möglichst barrierefreien Zugang und eine möglichst barrierefreie Nutzbarkeit von Gebäuden ermöglicht (nach der derzeit geltenden „DIN 18040: Barrierefreies Bauen – Planungsgrundlagen – Teil 1: Öffentlich zugängliche Gebäude“).

### Tausendundeine Rampe
Gemeinsam mit der Crowdinvestment-Plattform Bergfürst wurde am 3. Dezember 2012 das Spendenprojekt „Tausendundeine Rampe“ gestartet. Ziel des Projektes war es, Spenden zu sammeln, um klappbare Rampen für Cafés, Restaurants und andere Geschäfte kostenlos zur Verfügung zu stellen. Die Spendensammlung, die unter anderem durch Christoph Metzelder, Inka Bause und Udo Walz prominente Unterstützung fand, erzielte bis zum 18. Januar 2013 Mittel für 200 Rampen. Über die Verteilung der Rampen entschieden die Sozialhelden unter allen Vorschlägen, die jeder Nutzer einbringen kann.

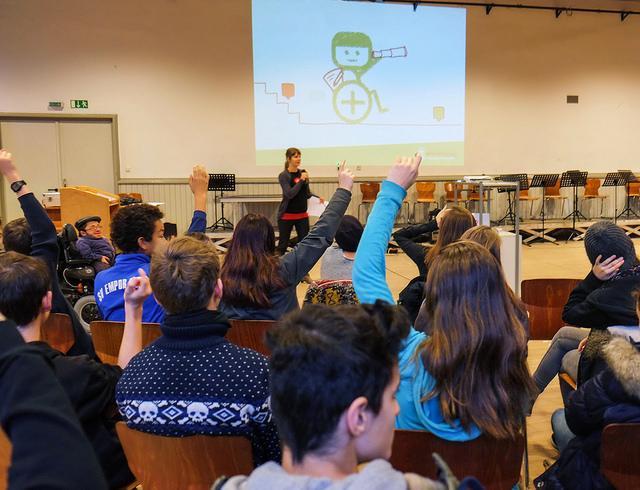
Wheelmap macht Schule in Berlin

Am 12. Dezember 2013 wurde eine erneute Spendenaktion unter denselben Schirmherren gestartet, zudem unterstützt nun auch Samuel Koch die Spendenaktion.

### Wheelmap macht Schule
In Zusammenarbeit mit Pädagogen haben die Projektbetreiber Unterrichtsmaterialien für Schulen erstellt. Ziel des Projekts ist es, Schüler für Barrieren zu sensibilisieren und ihnen auch in der Praxis die Notwendigkeit von Barrierefreiheit zu vermitteln. Dafür stellen die Betreiber kostenloses Unterrichtsmaterial für unterschiedliche Lerneinheiten, die auch weitere Kompetenzen wie das Verfassen von Artikeln und Statistiken in Anlehnung an den Rahmenlehrplan vermitteln sollen. Zum Auftakt des Projekts veranstalteten die Betreiber zusammen mit der Sophie-Scholl-Schule Berlin einen Aktionstag: Die 700 Schüler überprüften ihre Stadt unter Anleitung von Vertretern des SOZIALHELDEN e. V. in unterschiedlichen Gruppen auf Barrierefreiheit. Abwechselnd durften sie die Fortbewegung im Rollstuhl im Selbstversuch erfahren, Stufen und Rampen vor Geschäften und Einrichtungen ausmessen und die Ergebnisse auswerten, um sie für die Wheelmap aufzuarbeiten.

### Wheely on Tour
An einem Ziel oder auf dem Weg dorthin treffen Menschen, die mit oder auf Rädern unterwegs sind (wie mit Kinderwagen, Rollstuhl, Rollator) oft auf Hindernisse, die sie von etlichen Aktivitäten ausschließen.
Wheely ist ein kleiner Rollstuhlfahrer (wie Lego), basierend auf der Figur im Wheelmap-Logo. Er reist umher und immer, wenn er auf eine Barriere trifft, wird er fotografiert. Das Projekt wurde entwickelt, um aus der Sicht von Rollstuhlnutzern Barrieren zu identifizieren und mittels Fotodokumentation in das Bewusstsein der Bevölkerung zu bringen.

### MapMyDay.org
In Zusammenarbeit mit der Weltgesundheitsorganisation (WHO) veranstaltete der SOZIALHELDEN e. V. unter dem Aktionsnamen MapMyDay.org am 3. Dezember 2015 einen internationalen Mapping-Tag. Weltweit wurden Menschen dazu aufgerufen, an diesem Tag Orte hinsichtlich ihrer Rollstuhlgerechtigkeit zu markieren. Bei der Kampagne handelte es sich um eine von mehreren weltweiten Aktionen anlässlich des Internationalen Tages der Menschen mit Behinderung. Ziel war es, Daten zu erheben sowie Menschen für Barrierefreiheit zu sensibilisieren. Am Ende der mehrtägigen Kampagne waren über 20.000 neue Orte markiert.

## Preise und Auszeichnungen
Seit dem Start der Wheelmap wurden die Sozialhelden mit mehreren Preisen für das Projekt ausgezeichnet. Eine detaillierte Aufzählung findet sich im Artikel der Sozialhelden.

## Trivia
Wheelmap.org war im Herbst 2011 Gegenstand eines Werbespots der Google Inc. für den Chrome-Browser, der im deutschen Fernsehen ausgestrahlt wurde.